# بتلیهم (نیوهمپشایر)
بتلیهم (به انگلیسی: Bethlehem) شهری در ایالت نیوهمپشایر کشور ایالات متحده آمریکا است که جمعیت آن در سرشماری سال ۲۰۱۰ میلادی، ۹۷۲ نفر بوده‌است.

## نگارخانه

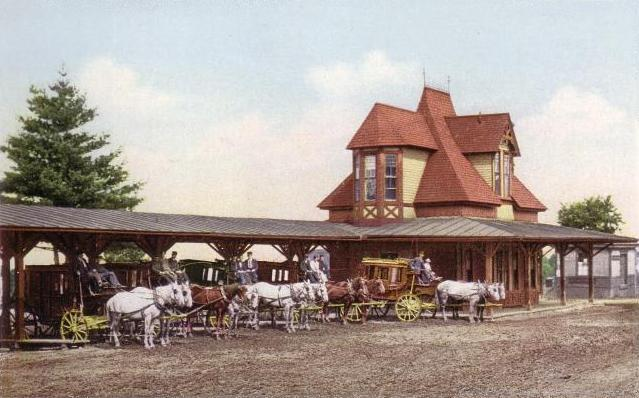
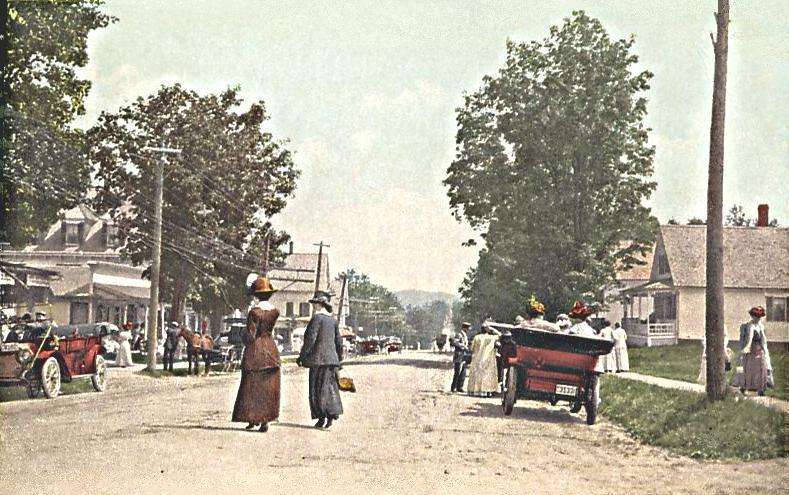
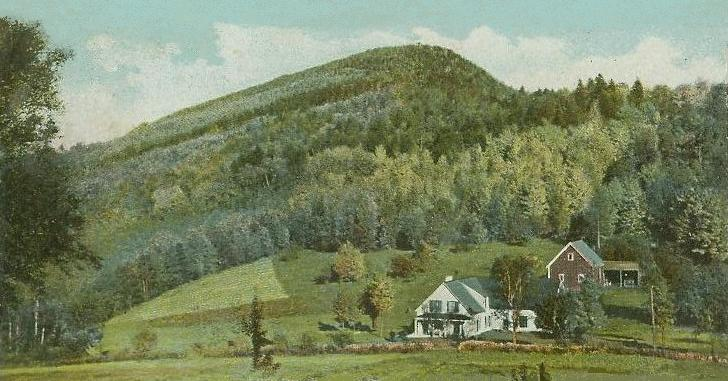
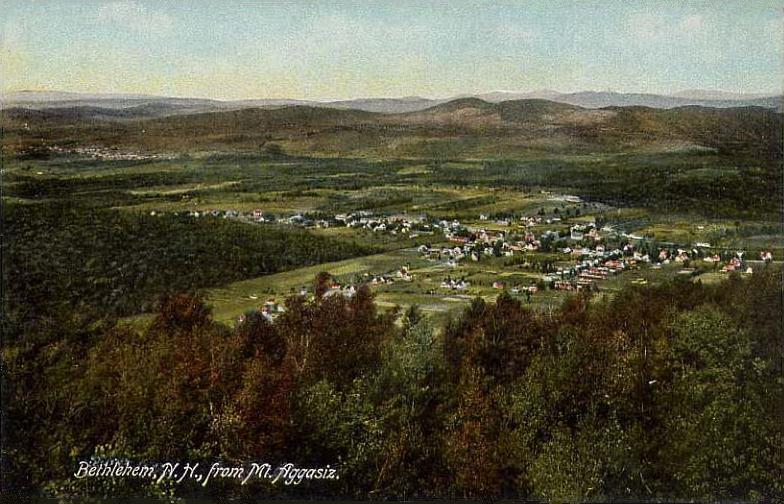
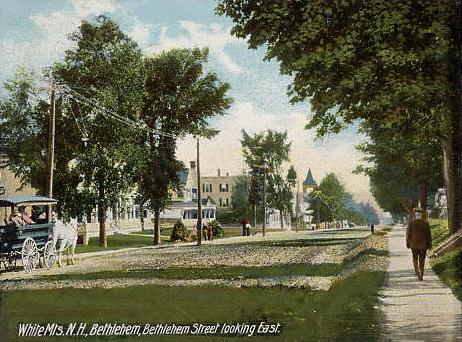